# (21062) Iasky
(21062) Iasky (1991 JW1) – planetoida z pasa głównego asteroid okrążająca Słońce w ciągu 5,32 lat w średniej odległości 3,04 j.a. Odkryta 13 maja 1991 roku.